# Fred Money
Pour les articles homonymes, voir Money et Billon.
 (décembre 2024).
Fred Money, pseudonyme de Raoul Billon, né le 8 mai 1882 à Sassay et mort à Paris le 24 décembre 1956, est un peintre, illustrateur et affichiste français.

## Biographie
Fred Money sort premier de l’école Bernard Palissy. Il est l’élève du peintre Georges-Antoine Rochegrosse. Il adopte le pseudonyme de Fred Money vers 1908.
Il est inhumé à Paris dans le cimetière des Batignolles (24e division).

## Illustration
Fred Money gagne sa vie en tant qu’illustrateur, souvent sous son nom de « Raoul Billon ». Il illustre des œuvres de La Fontaine, Alphonse Daudet, Alexandre Dumas, Gustave Flaubert, Pierre Loti, Pierre Louÿs, La Varende[réf. souhaitée]. 
Ainsi, il illustre l'ouvrage suivant : Alphonse Daudet (ill. Aquarelles de A. Robaudi, Plumes et coloris de Fred Money), Lettres de mon moulin, Paris, Librairie des Amateurs A. Ferroud - F. Ferroud Successeur, 1920. 
Il se fait connaître en France par des séries d’affiches touristiques en faveur des grandes plages de la côte atlantique, commandées par les Chemins de fer français, les offices de tourisme et l’Exposition universelle de 1937. Il produit également des cartes postales illustrant différentes régions.

## Peinture
Ami d'Auguste Renoir et de Pierre Eugène Montézin, son œuvre se situe dans le sillage du postimpressionnisme. Il peint des scènes de genre, des portraits, des fleurs ou des paysages. De nombreuses œuvres de Fred Money furent acquises par l'État français et par la ville de Paris[réf. nécessaire].
Il travaille dans son atelier à Paris  et dans sa maison de Crasville-la-Rocquefort, près de Dieppe où il a son atelier d'été.

## Distinctions
- Chevalier de l'ordre des Palmes académiques (officier d'Académie)[réf. souhaitée]
- Officier de l'ordre des Palmes académiques (officier de l'instruction publique[réf. souhaitée]).
- Médaille d’argent de l’[[Exposition universelle de 1937|exposition universelle de 1937[réf. souhaitée]]].
- Premier grand prix des paysagistes français en 1952[réf. souhaitée].
- Médaille d’or, hors concours, de la Société des artistes français en 1955[réf. souhaitée].